# Propoziție completivă
Propoziția completivă  este o propoziție subordonată, având la nivel de frază rolul complementului pe lângă propoziția regentă.
Există două tipuri de propoziții completive:
1. Propoziție completivă directă, având în frază rolul complementului direct pe lângă propoziția regentă.
2. Propoziție completivă indirectă, având în frază rolul complementului indirect pe lângă propoziția regentă.